# Eric Cancès
Eric Cancès é um matemático francês.
Cancès estudou a partir de 1989 na École Polytechnique e depois de 1992 a 1995 na École Nationale des Ponts et Chaussées e na Universidade Pierre e Marie Curie. Obteve um doutorado em 1998 na École Nationale des Ponts et Chaussées, com a tese Molecular simulation and environmental effects: a mathematical and numerical perspective. Obtev a habilitação em 2003 na Universidade Paris Dauphine (Contributions to the mathematical and numerical study of some models arising in molecular and multiscale simulations). É professor da École Nationale des Ponts et Chaussées.
Foi palestrante convidado do Congresso Internacional de Matemáticos em Seul (2014: Mathematical models and numerical methods for electronic structure calculation).

## Publicações selecionadas
- com Claude Le Bris, Yvon Maday: Méthodes Mathématiques en Chimie Quantique, Springer 2006
- SCF algorithms for Hartree-Fock electronic calculations, in Lecture Notes in Chemistry 74 (Springer 2000) 17-43.
- com M. Defranceschi, W. Kutzelnigg, C. Le Bris, Y. Maday: Computational quantum chemistry: a primer, in: Ph. Ciarlet, C. Le Bris (Eds.), Handbook of numerical analysis. Volume 10: Special volume: Computational chemistry, North-Holland, 2003, p. 3–270.
- Integral equation approaches for continuum models, in: B. Mennucci, R. Cammi (Eds.), Continuum solvation models in Chemical Physics, From theory to applications, Wiley 2007, p. 29–48.
- com C. Le Bris, P.-L. Lions: Molecular simulation and related topics: some open mathematical problems, Nonlinearity 21 (2008) T165-T176.
- com M. Lewin, G. Stoltz: The microscopic origin of the macroscopic dielectric permittivity of crystals, in: Lecture Notes in Computational Science and Engineering 82, Springer 2011
- com C. Le Bris: Mathematical modeling of point defects in materials science, M3AS 23 (2013) 1795–1859.
- Mathematical perspective on Quantum Monte Carlo methods, in: V. Bach, L. Delle Site (Eds.), Many-Electron Approaches in Physics, Chemistry and Mathematics: A Multidisciplinary View, Springer 2014, p. 393–409.
- Electronic structure calculations (solid state physics), in: Nicholas Higham (Ed.), Princeton Companion to Applied Mathematics, Princeton University Press, 2015, p. 847–851.
- Self-consistent field (SCF) algorithms, in: Björn Engquist (Ed.), Encyclopedia of Applied and Computational Mathematics, Springer, 2015, p. 1310–1316.